# Yohann Magnin
Yohann Magnin (* 21. Juni 1997 in Clermont-Ferrand) ist ein französischer Fußballspieler.

## Karriere
Magnin begann seine fußballerische Ausbildung in seiner Geburtsstadt, bei Clermont Foot. Von 2016 bis Ende 2018 kam er neben der Jugend zudem noch in der zweiten Mannschaft zu einigen Einsätzen. Am 4. Dezember 2018 (17. Spieltag) kam er gegen den Paris FC zu seinem Debüt in der Profimannschaft, als er bei der 0:3-Niederlage spät in die Partie kam. Daraufhin unterzeichnete er im Januar 2019 seinen ersten Profivertrag in der ersten Mannschaft. Gegen Ende der Saison wurde er immer häufiger eingesetzt und kam in der Liga auf zwölf Einsätze. Ein Jahr später verlängerte er seinen Vertrag bis Ende Juni 2023. Zwei Wochen darauf schoss er gegen den FC Valenciennes sein erstes Tor im Profibereich zum 3:1-Endstand. In jener Saison 2019/20 gelang ihm der Sprung zum Stammspieler in der Mannschaft und spielte bis zum Ligaabbruch 21 Mal, wobei er dieses eine Tor schießen konnte. Auch in der Folgesaison war er auf der Sechs gesetzt und spielte 30 Ligaspiele und schoss zwei Tore. Im Spiel gegen den SC Amiens am 14. April 2021 (29. Spieltag, nachgeholt) erlitt er allerdings einen Kreuzbandriss und fiel für mehrere Monate aus. Während seiner Abwesenheit machte sein Team den Aufstieg in die Ligue 1 perfekt. Nach siebeneinhalb Monaten ohne Profifußball absolvierte er am 28. November 2021 (15. Spieltag) sein erstes Spiel in der höchsten französischen Spielklasse, als er gegen Stade Reims eingewechselt wurde. Im Spiel darauf stand er wieder in der Startformation und schoss gegen den RC Lens sein erstes Tor in der Ligue 1.

## Erfolge
Clermont Foot
- Aufstieg in die Ligue 1: 2021